# Red Pill Blues
Red Pill Blues — шестой студийный альбом американской поп-рок-группы Maroon 5. Он был выпущен 3 ноября 2017 года на лейблах 222 и Interscope Records. Это первый альбом группы, выпущенный совместно с мульти-инструменталистом Сэмом Фарраром в качестве официального участника группы, до этого с 2012 года он был лишь участником концертных туров. Название альбома ссылается на выражение «принять красную или синюю таблетку», которое прозвучало в 1999 году в научно-фантастическом фильме «Матрица».
В поддержку альбома было выпущено три сингла: «What Lovers Do» при участии американской певицы SZA, «Wait» и новая версия «Girls Like You» при участии Cardi B. Также в поддержку альбома группа отправилась в Red Pill Blues Tour, который начался 1 марта 2018 года в городе Кито, Эквадор.

## История
После тура в поддержку пятого альбома V (2014), длящегося более трёх лет, Maroon 5 начала планировать следующий альбом. Сначала группа выпустила два коммерческих сингла. 11 октября 2016 года группа выпустила сингл в жанре тропикал-хаус под названием «Don’t Wanna Know» при участии американского рэппера Кендрика Ламара. Другой сингл, «Cold», при участии американского рэпера Фьючера, появился в цифровых магазинах 14 февраля 2017 года, а на CHR — 21 февраля. После короткого перенесённого тура по Северной Америке в марте 2017 года группа стала заканчивать запись материала для шестого альбома в Conway Recording Studios в Лос-Анджелесе, Калифорния. В конце марта группа стала публиковать тизер видео и GIF в аккаунтах участников группы в социальных сетях.
13 августа 2017 года на Teen Choice Awards 2017 Maroon 5 была удостоена Премии десятилетия. В своей речи фронтмен Адам Левин подтвердил, что шестой альбом будет выпущен в ноябре. Позже Левин подтвердил это в интервью с Зейном Лоу на радиостанции Apple Music Beats 1. 4 октября 2017 года группа объявила, что альбом будет называться Red Pill Blues и с 6 октября будет доступен для предзаказа.

## Обложка
Для создания обложки альбома были использованы фильтры Snapchat. На обложке присутствуют все семь участников Maroon 5, изображённых на поляроид-фото с фильтрами на лицах. «Мы все используем Snapchat, и фильтры стали огромной частью нашей жизни, — сказал фронтмен Адам Левин в интервью Billboard в октябре 2017 года. Мы подумали, будет забавно взять более обыденные фотографии группы и добавить немного веселья». Гитарист Джеймс Валентайн добавил: «Это будто часть духа времени. Адам [Левин] и его жена, они просто любят обмениваться фотографиями во время туров. Они всегда накладывают фильтры с лицами друг на друга, я думаю, это берёт начало оттуда. Адам всегда так развлекается».

## Синглы
Выходу альбома предшествовал выпуск двух самостоятельных синглов. Первый сингл «Don’t Wanna Know», при участии американского рэпера Кендрика Ламара, был выпущен 11 октября 2016 года, достиг шестой строчки в чарте Billboard Hot 100 и возглавил такие чарты, как Adult Top 40, Adult Contemporary и Hot 100 Airplay. Премьера музыкального клипа состоялась 14 октября на шоу Today.
Второй самостоятельный сингл «Cold», при участии американского рэпера Фьючера, был выпущен 14 февраля 2017 года, достиг шестой строчки в Billboard Hot 100 и пятой строчки в чарте Adult Top 40. Премьера клипа состоялась 15 февраля.
30 августа 2017 года группа выпустила главный сингл «What Lovers Do» при участии американской R&B певицы SZA. Песня содержит элементы «Sexual», авторами которой являются Дайо Олатунджи, Виктор Радстром и Элина Стридх. Лирик-видео было выпущено 15 сентября 2017 года, а музыкальный клип — 28 сентября.
В своём Твиттере Джеймс Валентайн объявил, что «Wait» будет вторым синглом с альбома. Песня была официально издана 16 января 2018 года, прозвучав на американском радио.

### Промосинглы
Песня «Help Me Out», при участии американской певицы и автора песен Джулии Майклз, была выпущена 6 октября 2017 года вместе с открывшимся предзаказом альбома. Другая песня, «Whiskey», при участии американского рэпера ASAP Rocky, 19 октября 2017 года стала доступна для покупки в цифровых магазинах. В качестве промосингла песня «Wait» была издана 31 октября.

## Отзывы критиков
| Совокупная оценка    | Совокупная оценка |
| Источник             | Оценка            |
| -------------------- | ----------------- |
| Metacritic           | 58/100            |
| Оценки критиков      |                   |
| Источник             | Оценка            |
| AllMusic             | [ 23 ]            |
| Entertainment Weekly | B                 |
| Financial Times      | [ 24 ]            |
| The Guardian         | [ 25 ]            |
| Pitchfork            | 4.8/10            |
| Rolling Stone        | [ 27 ]            |
| Slant Magazine       | [ 28 ]            |
| The Times            | [ 29 ]            |

На сайте Metacritic альбом получил 58 баллов на основе шести рецензий, что означает «в основном неоднозначные или средние отзывы».

## Коммерческий успех
В США Red Pill Blues дебютировал со второй строчки чарта Billboard 200 с 122,000 единиц, эквивалентных альбому, из которых 94,000 были чистыми продажами альбома, что сделало Red Pill Blues шестым альбомом группы, попавшим в топ-10 в стране. 14 ноября 2017 года Red Pill Blues стал золотым альбомом за продажу более 500,000 единиц, эквивалентных альбому в Соединённых Штатах. К концу года количество проданных единиц, эквивалентных альбому, насчитывалось 596,000, из которых 185,000 были чистыми продажами альбома.
Это также шестой альбом Maroon 5, попавший в топ-10 в Австралии, дебютировав с седьмой строчки в ARIA Charts. Альбом был на второй строчке в Canadian Albums Chart, став шестым альбомом, попавшим в топ-5 в Канаде. Кроме того, он дебютировал с шестой строчки в Official New Zealand Music Chart и с двенадцатой в UK Albums Chart.

## Список композиций
| №                   | Название                                  | Автор(ы)                                                                                                 | Продюсеры                               | Длительность |
| ------------------- | ----------------------------------------- | --- | --------------------------------------- | ------------ |
| 1.                  | «Best 4 U»                                | Адам Левин Жульен Бунетта Джон Райан Джейкоб Кашер Хиндлин Александр Искьердо Эндрю Хаас Ян Францино     | Бунетта Afterhrs Ной Пассовой           | 3:59         |
| 2.                  | «What Lovers Do» (при участии SZA)        | Левин Бриттани Талия Хаззард Солана Имани Роу Дайо Олатунджи Джейсон Эвиган Виктор Радстром Элина Стридх | Эвиган Сэм Фаррар Пассовой Бен Биллионс | 3:19         |
| 3.                  | «Wait»                                    | Левин Райан Хиндлин Аммар Малик                                                                          | Райан Пассовой                          | 3:10         |
| 4.                  | «Lips on You»                             | Левин Чарли Пут Хиндлин Джулия Майклз Эвиган                                                             | Пут Эвиган                              | 3:36         |
| 5.                  | «Bet My Heart»                            | Левин Райан Хиндлин Фил Шауи                                                                             | Райан Фил Пол Пассовой                  | 3:16         |
| 6.                  | «Help Me Out» (при участии Джулии Майклз) | Левин Майклз Diplo Генри Азенкур Аллен Джастин Трантер                                                   | Diplo King Henry Фаррар Пассовой        | 3:13         |
| 7.                  | «Who I Am» (при участии LunchMoney Lewis) | Левин Эрик Фредерик Малик Гамал Льюис Тедди Гейгер Райан Хиндлин                                         | Рикки Рид                               | 3:03         |
| 8.                  | «Whiskey» (при участии ASAP Rocky)        | Леви Раким Майерс Райан Хиндлин Тинаше Сибанда                                                           | Райан Хиндлин                           | 3:30         |
| 9.                  | «Girls Like You»                          | Левин Генри Уолтер Хаззард Эвиган Джиан Стоун                                                            | Cirkut Эвиган                           | 3:35         |
| 10.                 | «Closure»                                 | Левин Райан Хиндлин Малик Шауи                                                                           | Райан Пол Пассовой                      | 11:28        |
| Общая длительность: | Общая длительность:                       | Общая длительность:                                                                                      | Общая длительность:                     | 42:09        |

| №                   | Название                                         | Автор(ы)                                                                                            | Продюсеры                                   | Длительность |
| ------------------- | ------------------------------------------------ | --------------------------------------------------------------------------------------------------- | ------------------------------------------- | ------------ |
| 11.                 | «Denim Jacket»                                   | Левин Джеймс Алан Галеб Питер Келлехер Том Барнс Бен Кон Оскар Гёррес Хиндлин                       | TMS OzGo                                    | 3:52         |
| 12.                 | «Visions»                                        | Левин Райан Огрен Ник Бейли Джаред Уотсон Дастин Бушнелл                                            | Райан Огрен Пассовой Ник Бейли              | 3:50         |
| 13.                 | «Plastic Rose» (бонус-трек для скачивания)       | Левин Галеб Гёррес Хиндлин                                                                          | OzGo                                        | 3:42         |
| 14.                 | «Don't Wanna Know» (при участии Кендрика Ламара) | Левин Бенни Бланко Райан Хиндлин Малик Kurtis McKenzie Джон Миллс Алекс Бен-Абдалла Кендрик Дакворт | Бенни Бланко The Arcade Луи Ластик Пассовой | 3:34         |
| 15.                 | «Cold» (при участии Фьючера)                     | Левин Райан Хиндлин Трантер Шауи                                                                    | Хиндлин Пол Райан                           | 3:54         |
| Общая длительность: | Общая длительность:                              | Общая длительность:                                                                                 | Общая длительность:                         | 61:01        |

| №                   | Название                                   | Автор(ы)                                                | Длительность |
| ------------------- | ------------------------------------------ | ------------------------------------------------------- | ------------ |
| 16.                 | «Moves like Jagger» (концерт в Манчестере) | Левин Бланко Малик Shellback                            | 4:59         |
| 17.                 | «Stereo Hearts» (концерт в Манчестере)     | Трэви Маккой Левин Бланко Sterling Fox Малик Дэн Омелио | 3:42         |
| 18.                 | «Animals» (концерт в Манчестере)           | Левин Shellback Бланко                                  | 4:30         |
| 19.                 | «Daylight» (концерт в Манчестере)          | Левин Макс Мартин Сэм Мартин Мейсон Леви                | 6:56         |
| 20.                 | «Maps» (концерт в Манчестере)              | Левин Малик Бланко Ноэль Занканелла Райан Теддер        | 4:22         |
| 21.                 | «This Love» (концерт в Манчестере)         | Левин Джесси Кармайкл                                   | 5:01         |
| Общая длительность: | Общая длительность:                        | Общая длительность:                                     | 90:31        |

## Участники записи

### Maroon 5
- Адам Левин — вокал, гитара, автор песен, исполнительное производство
- Джесси Кармайкл — клавишные, синтезатор, ритм-гитара, бэк-вокал
- Микки Мэдден — бас-гитара
- Джеймс Валентайн — гитара, бэк-вокал
- Мэтт Флинн — электронные барабаны, перкуссия, бэк-вокал
- Пи Джей Мортон — клавишные, синтезатор, пианино, бэк-вокал
- Сэм Фаррар — клавишные, синтезатор, семплы, бас-гитара, гитара, бэк-вокал, программирование, производство

### Дополнительно
- The Arcade — автор песен, производство
- Afterhrs — производство
- Ник Бейли — производство
- Алекс Бен-Абдалла — автор песен
- Бен Биллионс — производство
- Бенни Бланко — автор песен, производство
- Жульен Бунетта — автор песен, производство
- Дастин Бушнелл — автор песен
- Cirkut — производство
- Diplo — автор песен, производство
- Джейсон Эвиган — производство
- Ян Францино — автор песен
- Тедди Гейгер — автор песен
- Джеймс Алан Галеб — автор песен
- Эндрю Хаас — автор песен
- Бриттани Талия Хаззард — автор песен
- King Henry — автор песен, производство
- Александр Искьердо — автор песен
- Джейкоб Кашер Хиндлин — автор песен, производство
- J Kash — исполнительное производство
- Кендрик Ламар — приглашённый вокал, автор песен
- Луи Ластик — производство
- LunchMoney Lewis — приглашённый вокал, автор песен
- Аммар Малик — автор песен
- Джулия Майклз — приглашённый вокал, автор песен
- Райан Огрен — производство
- Дайо Олатунджи — автор песен
- OzGo — автор песен, производство
- Ной Пассовой — производство
- Фил Пол — автор песен, производство
- Виктор Радстром — автор песен
- Чарли Пут — автор песен, производство
- Рикки Рид — автор песен, производство
- ASAP Rocky — приглашённый вокал, автор песен
- Джон Райан — автор песен, производство
- Тинаше Сибанда — автор песен
- Джиан Стоун — автор песен
- Элина Стридх — автор песен
- SZA — приглашённый вокал, автор песен
- TMS (Питер Келлехер, Том Барнс и Бен Кон) — авторы песен, производство
- Джастин Трантер — автор песен
- Джаред Уотсон — автор песен
- Исайя Техада — клавишные, синтезатор

## Чарты
| Чарт (2017-18)                      | Позиция |
| ----------------------------------- | ------- |
| Австралия (ARIA)                    | 7       |
| Австрия (Ö3 Austria)                | 31      |
| Бельгия/Фландрия (Ultratop)         | 47      |
| Бельгия/Валлония (Ultratop)         | 31      |
| Канада (Canadian Albums Chart)      | 2       |
| Чехия (ČNS IFPI)                    | 11      |
| Дания (Hitlisten)                   | 5       |
| Нидерланды (Album Top 100)          | 21      |
| Финляндия (Suomen virallinen lista) | 24      |
| Франция (SNEP)                      | 24      |
| Германия (Offizielle Top 100)       | 44      |
| Ирландия (IRMA)                     | 21      |
| Италия (Classifica album)           | 15      |
| Japanese Albums (Billboard Japan)   | 6       |
| Япония (Oricon)                     | 10      |
| Новая Зеландия (RMNZ)               | 6       |
| Норвегия (VG-lista)                 | 8       |
| Польша (ZPAV)                       | 33      |
| Португалия (AFP)                    | 21      |
| Шотландия (Scottish Albums Chart)   | 12      |
| Slovak Albums (IFPI)                | 16      |
| Республика Корея (Circle)           | 19      |
| Республика Корея (Gaon)             | 1       |
| Испания (PROMUSICAE)                | 14      |
| Швеция (Sverigetopplistan)          | 12      |
| Швейцария (Schweizer Hitparade)     | 21      |
| Великобритания (UK Albums Chart)    | 12      |
| US Billboard 200                    | 2       |

## Сертификации
| Регион | Сертификация | Продажи   |
| --- | ------------ | --------- |
| Австрия (IFPI Austria) | Золотой      | 7500      |
| Канада (Music Canada) | Золотой      | 40 000    |
| Дания (IFPI Danmark) | Золотой      | 10 000    |
| Швеция (GLF) | Золотой      | 20 000    |
| США (RIAA) | Платиновый   | 1 000 000 |
| * Данные о продажах приведены только на основе сертификации. · ^ Данные о тиражах приведены только на основе сертификации. · Данные о продажах + прослушиваниях приведены только на основе сертификации. |              |           |